# Стратилат
Стратилат (греч. στρατηλάτης) — греческий термин, обозначающий военачальника, позже стал также почётным титулом в Византийской империи. В первом смысле он часто применяется к святым военачальникам, таким, как Феодор Стратилат и Андрей Стратилат.
В Поздней Римской империи и Ранней Византийской империи, термин стратилат использовался наряду с древнегреческим титулом стратига — так можно перевести на греческий язык должность «magister militum» («магистр пехоты»). Однако в VI веке 90 новелла императора Юстиниана I (ок. 527—565) свидетельствует о существовании среднего почетного звания стратилата, который занимал место рядом с apo eparchōn («бывший префект»). Носивший звание протостратилата («первый стратилат») был первый раз упомянут на печати VII века. Этот титул, по всей видимости, указывал на старшего среди всего класса стратилатов. Первым известным протостратилатом был некий Феопемп. Титул стратиласия был чисто почётным достоинством, не получаемый с каким-то званием, и заметно понизил свой престиж в VII и VIII веках: сигиллографические данные показывают, что они находились на нижних ступенях императорской бюрократии, как коммеркиарии (таможенные контролеры), кураторы (руководители имперских учреждений) и нотарии (имперские секретари). К концу IX века звание стратилата занимало место у основания византийской бюрократии (наряду с apo eparchōn), о чём свидетельствует Клиторологий Филофея, составленный в 899 году. Клиторологий также упоминает, что титул мог быть присвоен в награду к завещанию (греч. χάρτης). Сохранив практику VI века, в X—XI веках, термин вернулся к своему первоначальному военному значению и использовался для высокопоставленных военачальников, в том числе и доместиков схол Востока и Запада. Известна также тагма стратилатов Малой Азии в конце X века, образованная при императоре Иоанне I Цимисхии (969—976).